# Charles Walch
Pour les articles homonymes, voir Walch.
Charles Walch, né le 4 août 1896 à Thann (Alsace) et mort le 12 décembre 1948 à Paris, est un artiste peintre, graveur et sculpteur français.

## Biographie

### Enfance
Charles Walch naît d'un père correspondant comptable ; il est le deuxième d'une famille de quatre enfants. Il est marqué dès sa naissance par une malformation physique, le bras droit atrophié et la jambe droite plus courte que la gauche. Il est un enfant solitaire qui très tôt cherche dans le dessin un moyen de s’évader. C’est aussi la raison pour laquelle il sera obligé de travailler de la main gauche, développant une grande dextérité malgré son handicap.

### Études
Après avoir fait ses études à l’école communale, puis au collège de Thann, il passe son certificat d'études primaires, puis il préfère s'orienter vers un métier artisanal. Il suit alors des cours à la Société Industrielle de Mulhouse.

### Entrée professionnelle dans l'art
Après ses études, il devient dessinateur sur étoffes, privilégiant son attirance pour l’expression artistique. En 1916, il fait la connaissance du médecin-major Paul Bonnet, amateur de peinture qui va l’inciter à persévérer. Grâce à lui, Walch obtient une bourse qui lui permet de s’installer à Paris et de s’inscrire aux Arts décoratifs. En 1923, il expose au Salon des Indépendants d’Alsace et devient professeur de dessin. En 1929, il est professeur notamment de Bernard Boesch et lui fait découvrir l'art moderne.
À partir de 1929, il s’installe rue Borromée (15e arrondissement) à Paris dans un atelier et y restera toute sa vie. Malgré son isolement et ses difficultés financières, il va réussir à affirmer son style, ajoutant à la couleur de nombreuses fantaisies dans ses œuvres. Son travail n'est remarqué qu'en 1934 par le critique Georges Besson, qui deviendra alors son ami et le soutiendra.
En 1937, Charles Walch commence à recevoir des récompenses (médaille d’or de l’Exposition universelle de Paris) et à vivre de son art quand la Seconde Guerre mondiale vient bousculer sa vie. Avec la débâcle de 1940, il part dans la Creuse, très affecté par la défaite de la France. Malgré tout, son début de notoriété attire d’autres peintres vers lui, comme Georges Rouault, François Desnoyer, Jean Bazaine ou encore Marcel Gromaire. Charles Walch participe en 1941 à l'exposition des « Vingt jeunes peintres de tradition française » organisée par Bazaine, première exposition de peinture d'avant-garde sous l'Occupation. Dès lors, il trouve sa place au Salon d’Automne de 1942 et il réalise en 1944 un coq flamboyant qui servira d’affiche pour ce salon. Charles Walch est nommé chevalier de la Légion d'honneur. Il meurt subitement d'une hémorragie méningée le 12 décembre 1948, alors qu'il peignait dans son atelier parisien,.

## Œuvres

### Peintures
- Couple dans le parc, huile sur panneau de bois, 1923
- L'école militaire, huile sur toile, 1926
- La dame au collier, huile sur papier japon, 1926-1927
- Le cheval de bois, huile sur toile, 1931
- Les visiteurs, huile sur toile, 1932
- Avent, huile sur toile, 1935
- Intérieur (Mère Consolatrice), huile sur toile, 1935
- La table fleurie, huile sur panneau de bois, 1935
- L'heure quiète, huile sur toile, 1935
- Petit hiver, huile sur toile, 1934
- Les saltimbanques, huile sur toile, 1936
- Tendre aveu, huile sur toile, 1936
- Le bouquet de Thérèse, huile sur toile, 1938
- La fenêtre bleue, huile sur toile, 1939
- La rivière, huile sur toile, 1940
- Paysage de la Creuse, huile sur toile, 1940
- Été à Vallière, huile sur toile, 1940-1941
- Bouquet de campagne, huile sur toile, 1942
- L'attente, huile sur toile, 1942
- Le bouquet triomphal, huile sur toile, 1942
- Le bouquet du jardinier, huile sur toile, 1944
- Pêcherie, huile sur toile, 1945
- Pêche en rivière, huile sur toile, 1945
- Le retour, huile sur toile, 1945
- Le hibou, huile sur toile, 1947
- Vol et voile, huile sur toile, 1947
- Janvier en montagne, huile sur toile, 1948
- La chevrière de Faucigny, huile sur toile, 1948
- Intimité, huile sur toile, 1948
- Le coq, gouache, 1945
- Paysans savoyards, gouache, 1946-1947
- Coupe de fruits, gouache, 1947
- Figures, gouache, 1947-1948 [4]

### Sculptures
- Tendresse, ronde-bosse, pierre, 1933
- Mère et enfant, ronde-bosse,  pierre, 1933
- Femme et enfant, ronde-bosse, pierre, 1934
- Femme au chat, ronde-bosse, pierre, 1934
- Nu assis, ronde-bosse, pierre, 1935
- Les saltimbanques, bas-relief, pierre, 1937
- Figures dans un jardin, bas-relief, pierre, 1937[5]

### Gravures
- Figures, monotype, 1932
- Le Divan, pointe sèche, 1934
- Petite compostition, pointe sèche, 1943
- La cueillette de pommes, pointe sèche, 1944
- Petit bouquet, aquatinte, burin, 1948[5]

### Œuvres sur papier
- La rue des bœufs à Thann, dessin au crayon, 1917
- La collégiale côté sud, aquarelle, 1917 (œuvre représentant une partie de la Collégiale Saint-Thiébaut de Thann)
- Pendant le bombardement, dessin à l'encre et aquarelle, 1918
- Mère et enfant, dessin à la plume, 1922-1923
- Femme se coiffant, fusain, 1930-1932
- Mère et enfant, dessin à l'encre et aquarelle, 1932-1933
- Vallières, fusain, 1940
- Fleurs et paysage, dessin au crayon, 1941
- Fleurs des champs, dessin au crayon, 1940
- Les poires, dessin au crayon, 1940
- Le village, dessin au crayon, 1941
- Nu aux bras croisés, dessin au crayon, 1941
- Le fagot, gouache, 1942
- La rue en émoi, dessin au  crayon, 1942
- L'homme à la colombe, fusain, 1944
- La cueillette, fusain, 1944
- Figures, dessin au crayon, 1945
- Femme et enfant au bouquet, fusain, 1946
- Bouquet devant la fenêtre, dessin au crayon, 1946
- L'oiseau gelé, gouache, 1947[6]

## Hommages
- À Thann, un collège et une rue portent le nom de Charles Walch.